# Galanteria

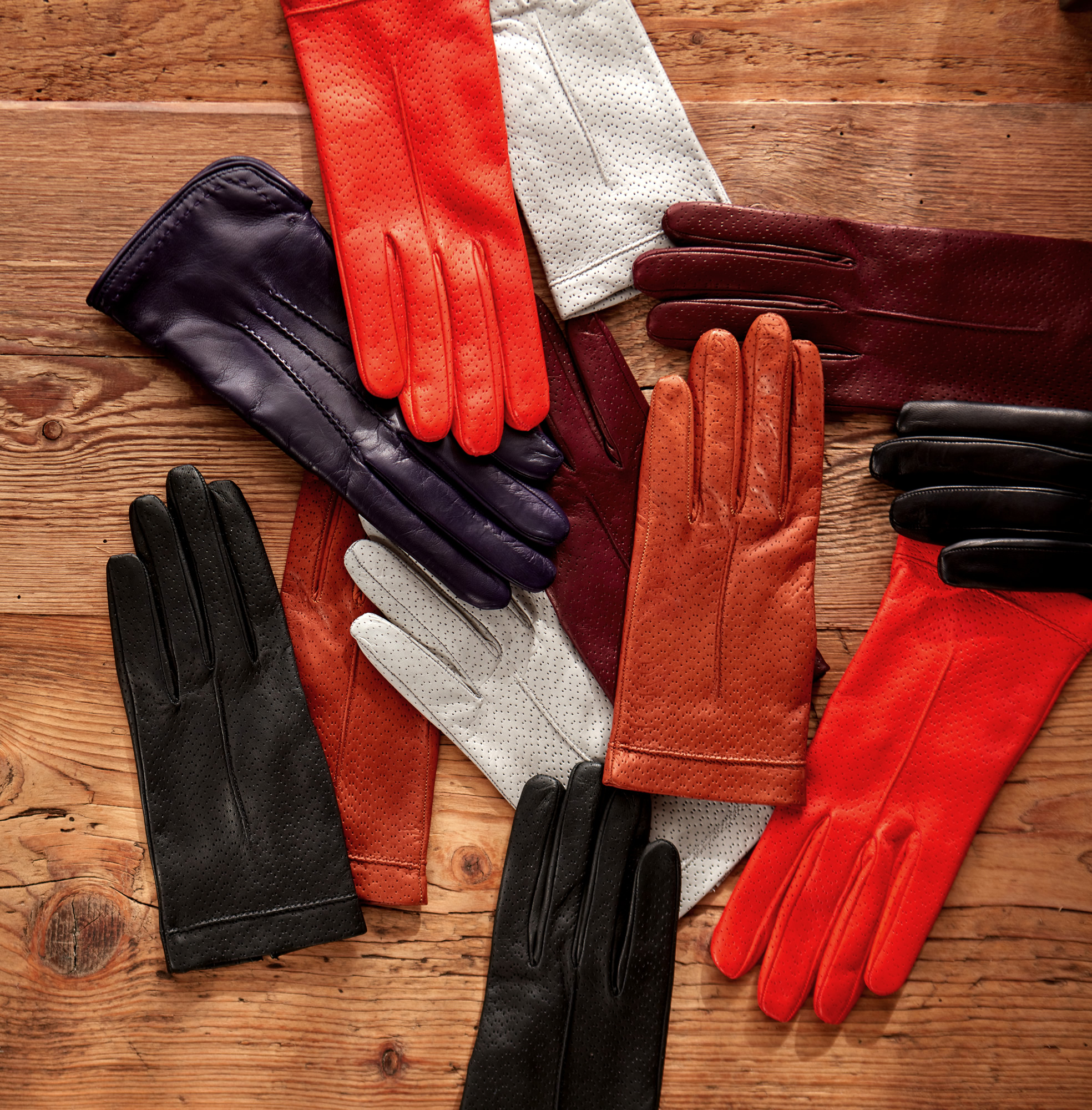
Galanteria

Galanteria – najczęściej tym terminem są określane niewielkie wyroby mające charakter zdobniczy lub dodatkowy do odzieży. Pierwotnie, jako uzupełnienie ubraniowe, wytwarzane były ze skóry i tkanin w połączeniu z ozdobami, jak np. kamieniami, metalami drogocennymi i in. Przykładem mogą być wstążki, koronki, rękawiczki, paski, torebki itp. Rozróżnia się dla tego typu przedmiotów galanterię damską i męską. Wyroby te są sprzedawane w sklepach galanteryjnych, potocznie nazywanych skrótowo i nieprecyzyjnie galanteriami.
Termin ten jest również używany w odniesieniu do innych drobnych uzupełniających lub dodatkowych wyrobów powstających w związku z podstawową produkcją jakiejś branży przemysłowej albo jako dodatki do konkretnych wyrobów przemysłowych. Może to być np. galanteria metalowa, samochodowa, mleczarska, wędliniarska i in.
Określenie to jest też stosowane w obszarze stosunków międzyludzkich i oznacza wyszukaną uprzejmość, zwłaszcza wobec kobiet. 